# Nealcidion scutellatum
Nealcidion scutellatum är en skalbaggsart som först beskrevs av Bates 1881.  Nealcidion scutellatum ingår i släktet Nealcidion och familjen långhorningar.
Artens utbredningsområde är Guatemala. Inga underarter finns listade i Catalogue of Life.